# Hikonojo Kamimura

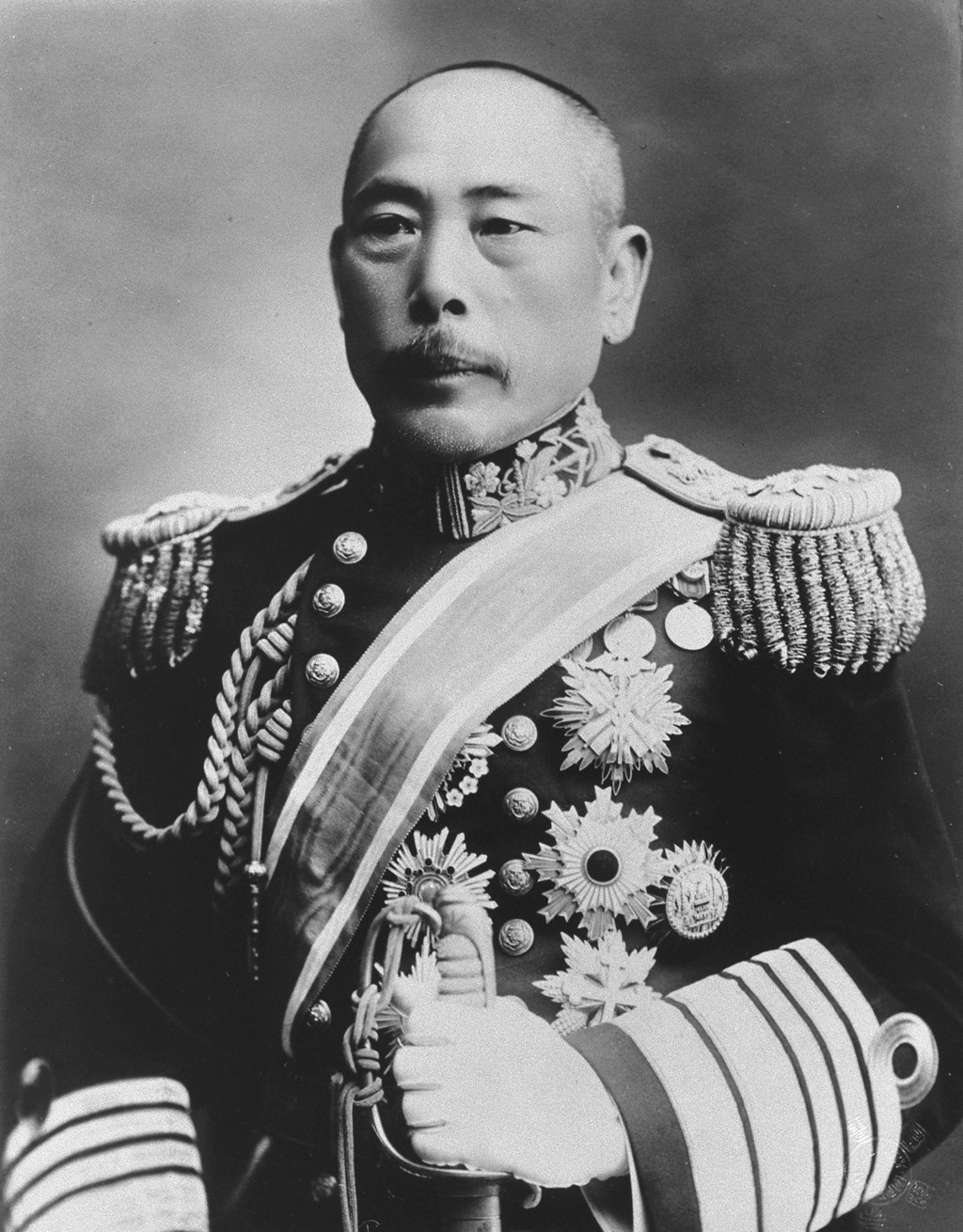
Kamimura Hikonojo

Barão Kamimura Hikonojō (上村 彦之丞, 1 de maio de 1849 – 8 de agosto de 1916) foi um dos primeiros japoneses almirante da Marinha Imperial Japonesa, comandando a 2ª Esquadra da IJN durante a Guerra Russo-Japonesa, destacando-se especialmente na Batalha de Ulsan e em Tsushima.

## Biografia
Nascido em uma família de samurai no Domínio de Satsuma (atual Prefeitura de Kagoshima), Kamimura serviu como soldado de infantaria durante a Guerra Boshin. Após o estabelecimento do governo imperial em 1871, Kamimura tornou-se um dos primeiros cadetes da Academia Naval Imperial do Japão, recebendo posteriormente a patente de guarda-marinha depois de se formar em 1879.

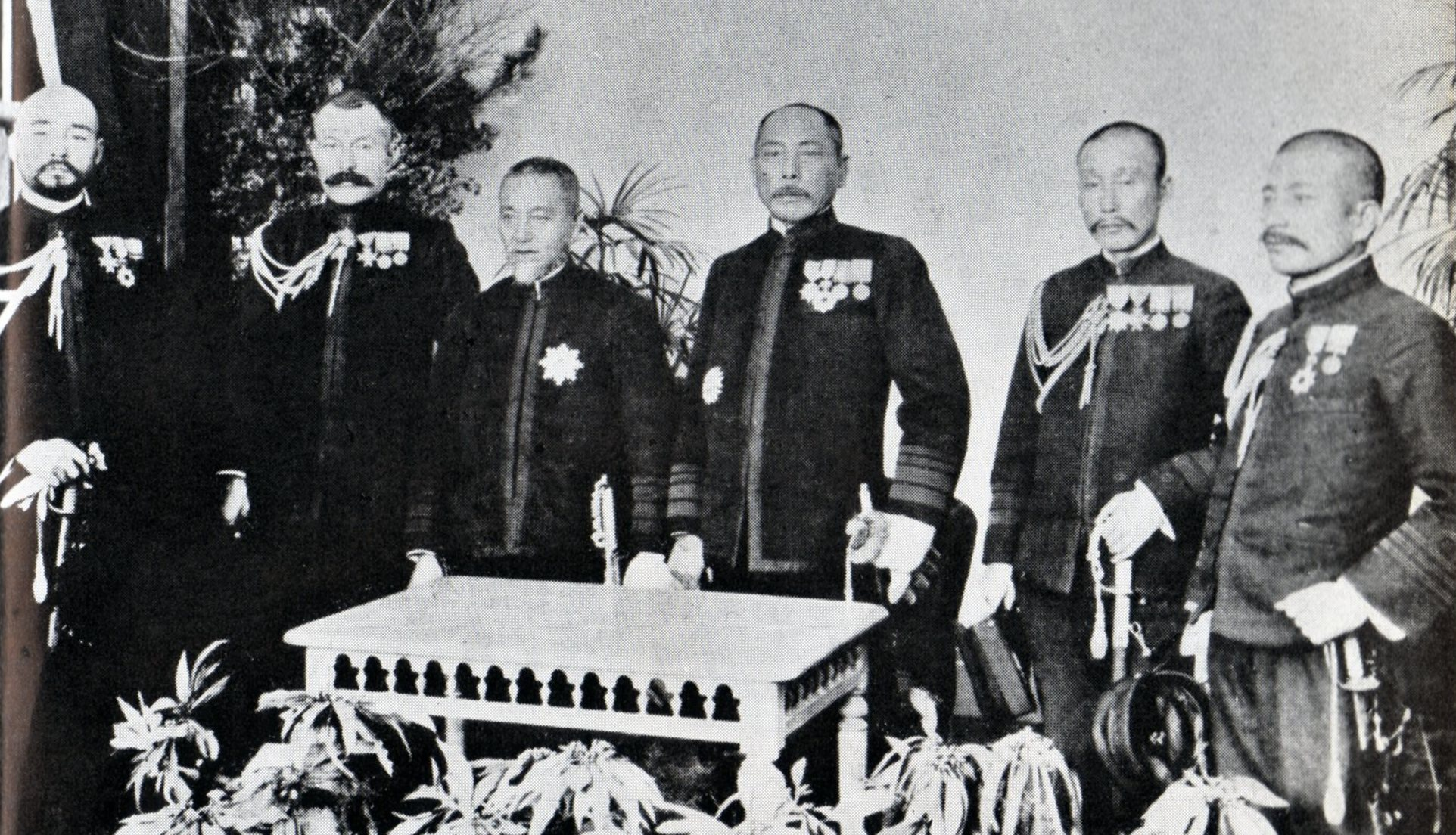
Da esquerda para a direita: Funakoshi, Shimamura, Togo, Kamimura, Katō, Akiyama

Servindo como oficial subalterno em vários navios ao longo da década de 1880, o primeiro comando de Kamimura foi o canhoneiro Maya em 1891; mais tarde, ele capitaneou o Chōkai em 1893.
Após o início da Primeira Guerra Sino-Japonesa no ano seguinte, Kamimura recebeu o comando do novo cruzador Akitsushima, ganhando destaque na Batalha do Rio Yalu em 17 de setembro de 1894. Em seu auge, era conhecido em toda a Marinha Imperial como um líder de combate áspero e audacioso, no antigo estilo samurai.
Nos anos que se seguiram à guerra, Kamimura ocupou uma série de cargos no Ministério da Marinha do Japão e em comandos de estado-maior e de esquadra, até ser promovido a vice-almirante em 1903. Ele visitou a Grã-Bretanha a bordo do couraçado Asahi de 1 de fevereiro de 1899 a 22 de maio de 1900, período em que se tornou contra-almirante.
Colocado no comando da 2ª Esquadra da IJN após os primeiros meses da Guerra Russo-Japonesa, Kamimura recebeu ordens para conter o esquadrão de cruzadores russos com base em Vladivostok. Depois que os russos escaparam e afundaram navios de transporte japoneses no Mar do Japão (abril e junho de 1904), ele se tornou alvo de insatisfação popular, com uma multidão atacando sua residência em Tóquio e jornais insinuando que ele deveria cometer suicídio. Ele se reabilitou em ação ao afundar o cruzador russo Rurik e danificar os cruzadores Gromoboi e Rossia em 14 de agosto de 1904, na Batalha de Ulsan, recuperando sua popularidade tanto dentro do governo quanto perante o público japonês. Comandando a partir do cruzador Izumo, Kamimura liderou posteriormente a 2ª Esquadra na Batalha de Tsushima em 27 de maio de 1905.
Nomeado comandante da Base Naval de Yokosuka em 1905, Kamimura assumiu o comando da 1ª Esquadra da IJN em 1909. Tendo recebido o título de danshaku (barão) sob o sistema de nobreza kazoku apenas dois anos antes, Kamimura foi promovido a almirante em 1 de dezembro de 1910. Tornou-se membro do Conselho Supremo de Guerra no ano seguinte e entrou para a lista de reserva em 1 de maio de 1914, vindo a falecer em 1916.
Seu túmulo encontra-se no templo de Myōhon-ji, em Kamakura.

## Promoções
Da Wikipédia em japonês
- 8 de junho de 1877 - Aspirante (Shoi-Kohosei)
- 19 de setembro de 1879 - Subtenente Interino (Shōi)
- 17 de dezembro de 1881 - Subtenente (Chūi)
- 8 de abril de 1884 - Tenente (Taii)
- 17 de setembro de 1890 - Tenente-Comandante (Shōsa)
- 7 de dezembro de 1894 - Capitão (Taisa)
- 26 de setembro de 1899 - Contra-almirante (Shosho)
- 5 de setembro de 1903 - Vice-almirante (Chujo)
- 1 de dezembro de 1910 - Almirante (Taisho)

## Condecorações
Da Wikipédia em japonês

### Títulos de nobreza
- Barão (21 de setembro de 1907)

### Condecorações
- Grã-Cruz da Ordem do Tesouro Sagrado (30 de maio de 1905; Segunda Classe: 27 de dezembro de 1901; Quarta Classe: 25 de novembro de 1897; Quinta Classe: 24 de novembro de 1894; Sexta Classe: 22 de novembro de 1889)
- Ordem da Pipa de Ouro, 1ª Classe (1 de abril de 1906; Quarta Classe: 27 de setembro de 1895)
- Grã-Cruz da Ordem do Sol Nascente (1 de abril de 1906; Quinta Classe: 27 de setembro de 1895)
- Grã-Cruz da Ordem do Sol Nascente com Flores de Paulownia (8 de agosto de 1916; póstuma)

### Livros
- Paine, S.C.M. (2001). The Sino-Japanese War of 1894-1895: Perception, Power, and Primacy. Cambridge, MA: Cambridge University Press. ISBN 0-521-61745-6
- Schencking, J. Charles (2005). Making Waves: Politics, Propaganda, And The Emergence Of The Imperial Japanese Navy, 1868-1922. [S.l.]: Stanford University Press. ISBN 0-8047-4977-9
- Warner, Denis; Warner, Peggy (1974). The Tide at Sunrise: A History of the Russo-Japanese War 1904–1905. [S.l.]: Charterhouse. ISBN 9780883270318